# Cacau (basquetebolista)
Antônio Luiz de Barros Nunes, conhecido como Cacau (,  — , ) foi um militar e basquetebolista brasileiro. Era irmão do ex-presidente da Confederação Brasileira de Desportos (CBD), o almirante Heleno de Barros Nunes.
Era oficial do Exército e jogador reserva do basquetebol do Fluminense Football Club. Foi aos Jogos Olímpicos de Berlim, em 1936, de forma inusitada: não sendo selecionado para compor o time brasileiro, foi a Berlim por conta própria, e lá se ofereceu para participar da competição, sabendo que o time não estava completo por falta de verba para enviar todos os reservas permitidos. Não jogou.
Foi comandante da Escola de Educação Física do Exército entre 1943 e 1946. Tornou-se general e trabalhou no gabinete do presidente Ernesto Geisel, de quem era homem de confiança.  O general Antônio Luiz de Barros Nunes foi chefe da comissão interna de investigação do governo militar. É investigado pela Comissão Nacional da Verdade.